# علي الجفري
علي زين العابدين الجفري (1391 هـ/ 1971 م) داعية إسلامي ورئيس مؤسسة طابة للدراسات الإسلامية. حائز على إجازات في العلوم الإسلامية، ويسعى إلى اتخاذ منهج وسطي بعدم تكفير الآخرين. ومع وجوده الإعلامي أصبح محط أنظار الكثيرين بينهم مؤيدون لتوجهاته أو معجبون بأسلوبه وآخرون معارضون، إلا أنه أصبح يهتم بتوجيه خطابه إلى الطوائف غير المسلمة علّه يساهم في تحسين صورة الإسلام ككل، فهو يرى أن عدم توافق التيارات الإسلامية من الداخل يرجع إلى وجود دور ما لبعض الدوائر السياسية والإعلامية في توجيه الخطاب الإسلامي ولعلها تكون لحظات انتظار لمعطيات قادمة تعطي للتوافق الداخلي للتيارات الإسلامية فرصة حقيقية للوجود. إلى جانب برامجه على القنوات الفضائية فإن للجفري عدة تسجيلات لمحاضراته ودروسه بوسائط عدة، كما أن له العديد من المشاركات والكتابات المنتظمة في عدة جرائد منها جريدة المصري اليوم. وبحسب دراسة أشرف عليها باحثون ومختصون دوليون، فإن الجفري يعد واحدًا من أكثر الشخصيات المسلمة تأثيرًا في العالم.

## نسبه وعشيرته
علي بن عبد الرحمن بن علي بن محمد بن علوي بن علي بن علوي بن علي بن أحمد بن علوي بن عبد الرحمن مولى العرشة بن محمد بن عبد الله التريسي بن علوي الخواص بن أبي بكر الجفري بن محمد بن علي بن محمد بن أحمد الشهيد بن الفقيه المقدم محمد بن علي بن محمد صاحب مرباط بن علي خالع قسم بن علوي بن محمد بن علوي بن عبيد الله بن أحمد المهاجر بن عيسى بن محمد النقيب بن علي العريضي بن جعفر الصادق بن محمد الباقر بن علي زين العابدين بن الحسين السبط بن علي بن أبي طالب، وعلي زوج فاطمة بنت محمد ﷺ.
فهو الحفيد 35 لرسول الله محمد ﷺ في سلسلة نسبه.
ينتمي علي الجفري إلى أسرة آل علوي بن علي إحدى فروع آل الجفري من السادة آل باعلوي الهاشميين المعروفين بأرض حضرموت. انتقل جده علوي بن علي الأول من تريس إلى يشبم في أرض العوالق بطلب من أهلها، وكان يقوم بمهمة الدعوة إلى الله والتعليم والإصلاح بين القبائل المسلحة مما أكسبه هو وذريته نفوذا في تلك المنطقة، خصوصا في عهد حفيده علوي بن علي الثاني الذي كان له مكانة مرموقة لدى السكان، وبعد وفاته لم تنس القبائل أعماله الإنسانية فكانوا يستعيدون ذكراه كل عام. وقام بعد الحفيد علوي ابناه حسن ومحمد بالدعوة إلى الله والإصلاح، فازدادت العلاقات توطدا بينهما وبين القبائل والسلاطين، وكان سلاطين لحج في طليعة رجال الجنوب الذين أحبوهما فألحّو عليهما بالإقامة في لحج، وكرر السلطان فضل بن علي العبدلي عام 1297 هـ دعوته لهما بالإقامة بها، فاتفق الأخوان على أن يكون حسن في لحج ومحمد في يشبم.
كان محمد ذا نشاط وجاه ونفوذ عظيم في لحج وشبوة والمناطق الغربية الأخرى داعيا إلى الله مصلحا بين القبائل والسلطنات، وكان كأخيه حسن في النشاط منذ عهد والده، ومن أبرز نشاطه إصلاحه بين سلطنة لحج وسلطنة العوالق السفلى في عهد السلطان علي بن محسن فضل العبدلي والسلطان منصر بن أبي بكر العولقي عام 1272 هـ، بعد أن تأزم الخلاف بينهما حتى كاد أن ينشب القتال، وكان سببا للألفة بين السلطنتين. ولما نمت قدرات أبناء محمد بن علوي على ممارسة المهام تولوا الأمور مباشرة ونهضوا بالمسؤوليات الدينية والإصلاحية، فأكرموا القاصدين وأعانوا عابري السبيل وأمّنوا الخائفين وأرشدوا القبائل إلى ما فيه صلاحهم، قاموا بكل ذلك وهم في طور الشباب.
وإذا ما نشب عراك بين قبيلتين توجه أحد آل علوي بن علي إلى مكان المعركة وفض الاشتباك ليتمكن كل من العودة إلى مسكنه، وطالما تجشموا الكثير من المتاعب، وإذا قتلت قبيلة فردا من قبيلة أخرى بادر السادة إلى إعلان الهدنة لمدة معينة. وهكذا كان وجود آل علوي بن علي ونفوذهم دائما مصدرا لإيقاف ما قد يسود من غزوات واجتياح كل منطقة للأخرى. وأعلن السادة أن "القاهرة" حوطة كل من لجأ إليها فهو آمن، و"القاهرة" جبل متدرج في الارتفاع يطل على القرية والوادي في يشبم، وفيها مساكن آل علوي بن علي.
أما علي بن محمد فهو أصغر أنجال والده، وكان لبيبًا ذكيًا توفرت له حصيلة كبيرة من المعرفة والإطلاع العام والتقاليد القبلية والأدب العربي وأحوال العالم في عنفوان شبابه، فكان يقتحم هذه الأمور ويشارك في حلها وكلما تقدم به السن قويت شوكته. كما كان المرجع في فصل الخصومات بأرض العوالق، محبوبا لدى القبائل مهيبا. وكان سلاطين لحج يأتون إليه ويستشيرونه في المعضلات القبلية والاجتماعية، وكذلك تفعل العوالق وبقية القبائل الأخرى. وابنه عبد الرحمن الناشط السياسي الذي لعب دورا كبيرا في المتغيرات السياسية في اليمن وخاصة في قضية الجنوب، وقد اضطر للنزوح عن وطنه عام 1387 هـ إلى جدة ولكنه عاد إلى البلاد كقائد سياسي، وكان حضوره لافتا بعد إعلان الوحدة اليمنية، وهو والد علي الجفري.

## مولده ونشأته
ولد في مدينة جدة في المملكة العربية السعودية في العشرين من شهر صفر سنة 1391 هـ الموافق للسادس عشر من شهر أبريل سنة 1971 م، ووالدته مرومة بنت حسن بن علوي بن حسن بن علوي بن علي الجفري ، ونشأ في بيئة مهتمة بالعلوم الإسلامية، وأخذ العلم منذ طفولته عن عمة والدته صفية بنت علوي بن حسن الجفري وكان لها الأثر البالغ في توجيهه إلى مسلك العلم والسير إلى الله ، ثم درس مراحل تعليمه الأولى في مدرسة الثغر النموذجية بجدة حتى حصل على الثانوية العامة ، ثم التحق في سنة 1412 هـ/ 1991 م بكلية الدراسات الإسلامية بجامعة صنعاء في اليمن حتى عام 1414 هـ/ 1993 م، ثم سنحت له الفرصة خلال هذه الفترة الأخذ عن مشايخ رباط محمد بن عبد الله الهدار في أواخر حياته في مدينة البيضاء في اليمن، حيث استفاد كثيرًا من منهج الحبيب محمد الهدار الذي كان يعيش تفعيل علومه في الواقع، ومن ثم رحل واستقر في مدينة تريم بحضرموت في صحبة عمر بن محمد بن سالم بن حفيظ من عام 1993 إلى عام 2003 م.

## شيوخه
أخذ العلم على عدد من العلماء في الحجاز وحضرموت ومصر والشام، وأخذ الإجازة من أكثر من ثلاثمائة شيخ في مختلف العلوم ومشارب التربية، وحضر دروسًا لعدد من كبار العلماء، وفيما يلي عرض لعدد من المشايخ والعلماء الذين أخذ عنهم:

### المملكة العربية السعودية
- عبد القادر بن أحمد السقاف في جدة. قرأ وسمع عليه صحيحَي «البخاري» و«مسلم»، و«تجريد البخاري» عدة مرات وكتاب «إحياء علوم الدين»، وغيرها من الكتب. وقد امتد هذا التلقي المباشر منذ أن كان في العاشرة من عمره إلى أن بلغ الحادي والعشرين.
- أحمد مشهور بن طه الحداد في جدة. ومن الكتب التي قرأها عليه كتاب «إيضاح أسرار علوم المقربين».
- أبو بكر العطاس بن عبد الله الحبشي. كان يزوره في مكة المكرمة ويلازمه، وأخذ عنه الإجازة.
- محمد بن علوي بن عباس المالكي «محدّث الحرمين». قرأ عليه في فنون المصطلح والأصول والسيرة.
- حامد بن علوي بن طاهر الحداد. وقد قرأ عليه «المختصر اللطيف» في الفقه الشافعي و«بداية الهداية».
- زين بن إبراهيم بن سميط في المدينة المنورة.
- أبو بكر العدني بن علي المشهور. صحبه أكثر من أربع سنوات وقرأ وسمع عليه أكثر «سنن ابن ماجه» و«الرسالة الجامعة» و«بداية الهداية» و«المقدمة الحضرمية» و«تفسير الجلالين» و«تنوير الأغلاس» و«لطائف الإشارات» و«تفسير آيات الأحكام» و«تفسير البغوي».
- محمد بن عبد الرحمن باشيخ. حضر وقرأ عليه أجزاء كثيرة من المطولات مثل «مسند الإمام أحمد» و«كنز العمال» و«بهجة المحافل» و«المواهب اللدنية» مع استحضار شرح الزرقاني.

### اليمن
- عمر بن حفيظ عميد دار المصطفى للدراسات الإسلامية في تريم بحضرموت. قرأ وحضر عليه كثيرًا من كتب «البخاري» و«الإحياء» و«آداب سلوك المريد» و«رسالة المعاونة» و«منهاج العابدين» و«العقد النبوي» و«الرسالة القشيرية» و«الحكم العطائية» و«نزهة النظر» وغيرها.
- سالم بن عبد الله الشاطري مدير رباط تريم.
- عمر بن حسين الخطيب. قرأ عليه في «فتح المعين» و«المنهاج» و«شرح الزبد».
- محمد بن أحمد الجفري.
- صفية بنت عمر بن صالح بن عبد الله العطاس. وكانت من أوائل من شجعه على التوجه للعلوم الإسلامية.

### مصر
- محمد متولي الشعراوي.
- إسماعيل بن صادق العدوي. حضر له دروس في الجامع الحسيني وفي الأزهر الشريف.
- محمد زكي الدين إبراهيم عضو هيئة كبار العلماء في مصر. حضر دروسًا له وحصل منه على الإجازة العلمية في مروياته وإجازة في مشربه في التزكية.

### الشام
- عبد الرزاق الحلبي شيخ الحنفية في الشام.
- محمد سليم الحمامي.
- عبد الفتاح أبو غدة.
- مصطفى سعيد الخن.
- أحمد الخطيب من سوريا.
- حسين عسيران اللبناني.[16]

## مكانته في العالم الإسلامي

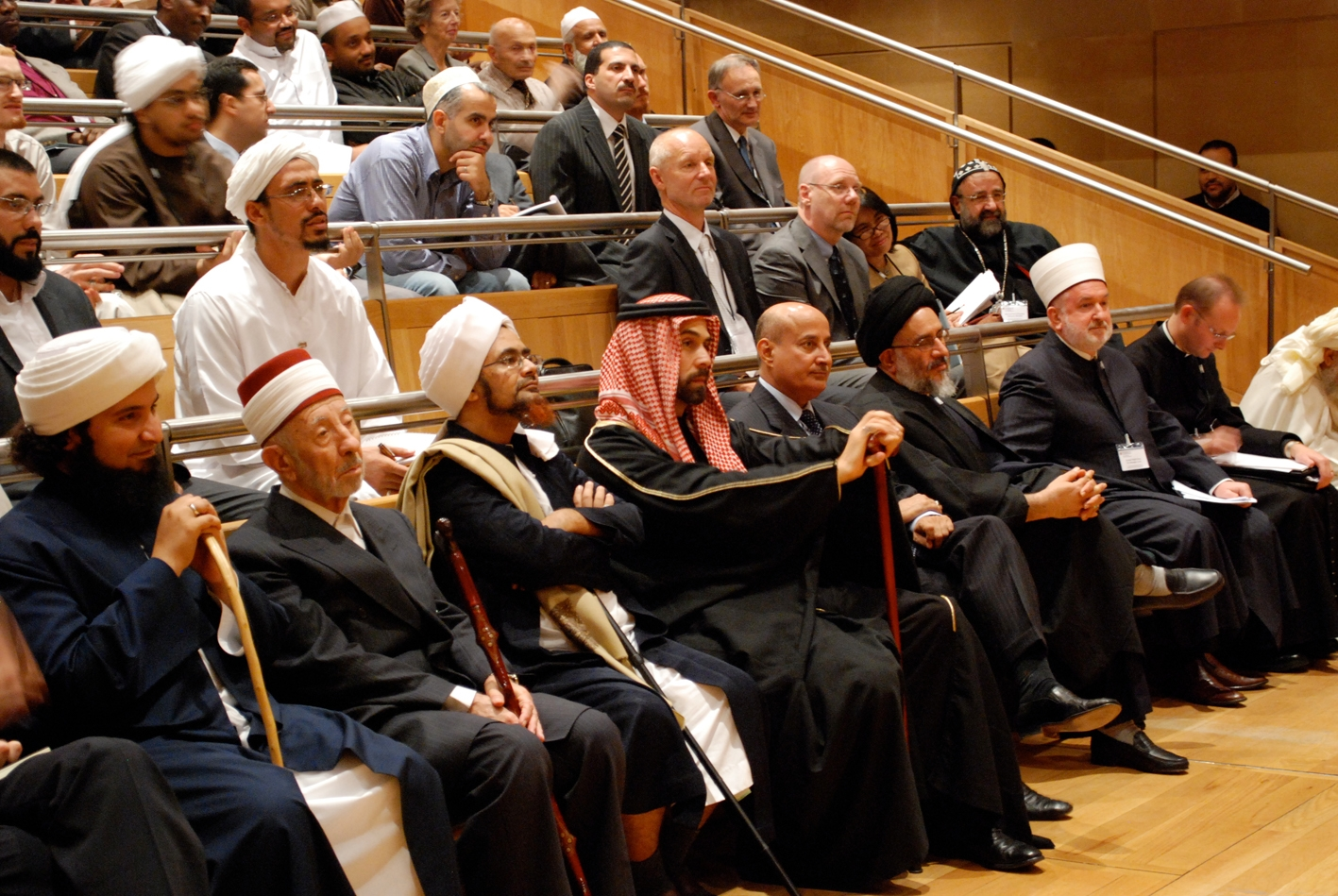
الجفري يسار الصف الأول حيث يظهر مع شخصيات علمية متنوعة في أحد المؤتمرات الدولية

يمثل علي الجفري في نظر المعجبين بأسلوبه من الشارع الإسلامي اتجاهًا وسطيًا يقارب بين كافة التيارات الإسلامية لاعتبارات أن الخطاب الإسلامي للجفري يجمع بين الأصالة والحداثة ولا يكفّر أي تيار إسلامي آخر، كما أن الجفري محاط بتعاطف وتضامن من معجبيه في مواجهة ما يعتبرونه فكرًا إقصائيًا يقوم بحملات منظّمة تهدف إلى تشويه صورة الجفري لدى العامة، والتي كان هناك دائما من يتصدى لها ويبعد أي شبهة يلصقها به التيار الذي يصفونه بالإقصائي، الأمر الذي جعل أثر هذه الحملات محدودًا. كما أنه محل تقدير مجموعة من العلماء البارزين على مستوى العالم الإسلامي ويظهر ذلك في علاقات المودة التي تربطه مع بعض علماء السعودية مثل سلمان العودة وعائض القرني، وعلماء الجعفرية والزيدية وأغلب علماء الشام سواء في سوريا أو لبنان كمفتي سوريا أحمد كفتارو والدكتور محمد سعيد رمضان البوطي ومفتي الجمهورية اللبنانية محمد رشيد قباني. وله حضور جيد في الشارع المصري العلمي والجماهيري كما أن مفتي الديار المصرية الدكتور علي جمعة يعدّ الجفري منتميًا إلى ذات مدرسته العلمية والدعوية. وقد زار المغرب العربي حيث كان موضع ترحيب رسمي وجماهيري. ويشارك الجفري في عدد من الملتقيات الثقافية العامة، كما أنه على تواصل دائم مع أغلب الفاعليات الإسلامية في أنحاء متفرقة من العالم كإندونيسيا وشبه القارة الهندية وأفريقيا وأوروبا وأمريكا.

## الدفاع عن رسول الإسلام

شعار حملة حي في قلوبنا

وله دور في التصدي لحملات الإساءة لرسول الإسلام، فقد أطلق حملة (حي في قلوبنا) التي شهدت نشاطًا واسعًا وتميزت بعقلانية وواقعية انعكس أثرها على شريحة واسعة من الجمهور كما شارك في العديد من المؤتمرات والفعاليات ذات الصلة.

### احتفالية جائزة البردة
تنظمها وزارة الثقافة والشباب وتنمية المجتمع في دولة الإمارات العربية المتحدة وتسعى جائزة البردة إلى أن تكون الرائدة والمتميزة على مستوى العالم الإسلامي في الاحتفاء بالمولد النبوي، وتكريم الفائزين في المسابقات المختلفة في موضوع مولد الرسول محمد بن عبد الله وسيرته الحافلة.

### مهرجان جوائز المحبة
الذي يقام بدولة الإمارات العربية المتحدة تحت رعاية جهات عدة ويهدف إلى تقييم الأعمال الفنية التي تعبِّر عن كافة أوجه محبة رسول الإسلام وشخصيته الإنسانية، ثم ترويج تلك الأعمال عالميًا لتكون حافزًا لمزيد من المشاركات والإبداعات المتعلقة بحب الرسول محمد بن عبد الله بن عبد المطلب.

## دار المصطفى للدارسات الإسلامية
في العام 1997 كان الحبيب علي الجفري محاضر زائر (في الصيف) في دار المصطفى للدراسات الإسلامية بمدينة تريم بمحافظة حضرموت في الجمهورية اليمنية.
في العام 2003 أصبح الحبيب علي عضو مجلس إدارة دار المصطفى للدارسات الإسلامية بتريم، اليمن، ومنذ العام 2002 إلى العام 2006 شغل الحبيب علي منصب نائب عميد دار المصطفى للدارسات الإسلامية.
ويعتبر دار المصطفى الذي اسسه الحبيب عمرو بن حفيظ في العام 1414هـ بمدينة تريم عاصمة الثقافة الاسلامية 2010، من أهم مراكز التعليم الديني في اليمن والعالم الاسلامي ويستقطب عدد كبيراً من الطلاب المسلمين من مختلف دول العالم خاصة من اندونسيا وماليزيا والهند والفلبين

## مؤسسة طابة

شعار مؤسسة طابة بـأبوظبي

أسسها علي الجفري ويرأس مجلس إدارتها وقد انطلقت مؤسسة طابة في أبوظبي بدولة الإمارات العربية المتحدة بتاريخ 15 رجب 1426 هـ الموافق لـ20 آب/ أغسطس 2005، وهي مؤسسة إسلامية غير ربحية تسير وفق رؤية مفادها السعي نحو إعادة تأهيل الخطاب الإسلامي المعاصر للاستيعاب الإنساني، وتسعى المؤسسة لأن تكون جهة استشارية متميزة في تقديم رؤى ودراسات وتوصيات إلي قادة الرأي والمؤسسات والجهات المعنية بالخطاب الإسلامي لاتخاذ نهج حكيم إزاء القضايا المعاصرة، كما تسعى إلى القيام بتطبيق مشاريع ذات صبغة عملية تتعلق بقضايا ملحة تهم عموم المجتمع الإنساني مبنية على الأسس الروحية والأخلاقية الأصيلة للإسلام، وتضم مؤسسة طابة مجلسًا استشاريًا أعلى أعضاؤه من كبار علماء المسلمين وهم: الدكتور محمد سعيد رمضان البوطي، والدكتور نوح القضاة، والدكتور عبد الله بن بيه، والدكتور علي جمعة، والحبيب عمر بن حفيظ، وهم الشخصيات ذاتها التي تتخذها المؤسسة مرجعيةً شرعيةً لها.

## مبادرة كلمة سواء
للحبيب علي دور مهم في مبادرة كلمة سواء التي ساهمت في ترسيخ قيم الحوار الإنساني والانسجام بين أهم الحضارات في العالم. في أكتوبر 2006 كان الجفري من بين ثمانية وثلاثين عالمًا مسلمًا من مختلف التيارات الإسلامية قاموا بتوجيه كلمة رد على بندكتوس السادس عشر بابا الفاتيكان حملت عنوان (رسالة مفتوحة إلى البابا)، وذلك بعد أن تحدّث الفاتيكان بشكل عدّه المسلمون أمرًا لا يليق بالاحترام المتبادل بين المسلمين والمسيحيين، وكانت هذه الرسالة مناسبة فريدة التقت فيها شخصيات تمثّل مختلف فئات المسلمين، وبعد هذا الحدث بسنة واحدة تم توسيع الرسالة حيث التقى مائة وثمانية وثلاثون من العلماء ورجال الدين والمفكرين المسلمين من مختلف الاتجاهات في الوثيقة التي حملت عنوان (كلمة سواء بيننا وبينكم) وجّهت إلى الكنائس المسيحية، ومما جعل هذه الوثيقة مميزة هو أنها كانت محل إجماع بين المسلمين من تيارات وبلدان مختلفة.
وفي سبتمبر 2007 قدّمت الصيغة النهائية للوثيقة في مؤتمر (الحب في القرآن الكريم) الذي انعقد في الأردن، حيث تم إبراز أن القاسم المشترك بين الدين الإسلامي والدين المسيحي والقاعدة الأفضل للحوار والتفاهم، هي حب الله وحب الجار، ويرى متابعون أنّ هذه الوثيقة قد توفر أرضية جيدة للعديد من المنظمات والأفراد العاملين في مجال الحوار بين الأديان.
واستطاعت المبادرة أن تحقق تقدما واضحا على صعيد الحوار بين المسلمين والمسيحيين، ففي أكتوبر 2007 قدّم ما يزيد عن 300 رجل دين وعالم مسيحي من خارج الفاتيكان اعتذارا عن الحروب الصليبية وبعض نتائج (الحرب على الإرهاب) التي أضرت بالمسلمين وتسببت بآثام وخسائر بشرية وعقائدية، طالبين الصفح من الأمة الإسلامية في جميع أنحاء العالم، جاء ذلك في رسالة جوابية حملت عنوان (حب الله وحب الجار) ردًا على رسالة العلماء المسلمين، وجاء الإعلان عن رد رجال الدين المسيحيين في مؤتمر صحفي عقد في أبوظبي بحضور علي الجفري والبروفيسور الليبي عارف النايض، والبروفيسور ميروسلاف فولف مدير مركز الإيمان والثقافة في جامعة ييل بالولايات المتحدة.
وقد تفاعلت أيضا بعض المنظمات والهيئات العالمية مع المبادرة، منها مؤسسة (أوجن بيسر) الألمانية، حيث منحت في أكتوبر 2008 جائزتها السنوية لمبادرة كلمة سواء، وكان علي زين العابدين الجفري أحد ثلاث شخصيات كُرِّمَت في احتفالية هذه المنظمة الألمانية، نظرًا لمشاركته الفعّالة في المبادرة وتقديرًا لمساهمته في الحوار الإسلامي المسيحي وبذله الجهود من أجل السلام بين الشعوب.

## تواصله مع الجامعات والمراكز العلمية الدولية
كما له تعاون خاص مع الجامعات والأكاديميات العالمية يهدف إلى الرقي بالقيم الإنسانية المنتجة للسلام والتعايش المشترك بين أتباع مختلف الديانات وبالأخص الإسلام والمسيحية، فشارك في مؤتمر (كلمة سواء: النظرية والتطبيق) هذا الحدث الذي نظمته جامعة زايد بالإمارات بالتعاون مع جامعة كارولينا الشمالية بالإضافة إلى ثلاث جامعات إندونيسية، بحضور نهيان بن مبارك آل نهيان وزير التعليم العالي والبحث العلمي ورئيس جامعة زايد، وحمدان المزروعي رئيس الهيئة العامة للشؤون الإسلامية والأوقاف بالإمارات، ومشاركة عدد من كبار العلماء المسلمين كمفتي الديار المصرية علي جمعة، والمغربي فاروق حمادة، ونصر عارف رئيس قسم الدراسات الإسلامية بجامعة زايد، وهو عضو مؤسس في مجلس أمناء الأكاديمية الأوربية للثقافة والعلوم الإسلامية في بروكسل ببلجيكا، ومركز النور لصيانة وتوثيق وتحقيق المخطوطات في تريم بحضرموت، كما أنه عضو عامل في مؤسسة آل البيت للفكر الإسلامي في عمان بالأردن. هذا بالإضافة إلى كونه محاضر بدار المصطفى للدراسات الإسلامية باليمن والتي تستقطب طلبة العلم والباحثين من مختلف أنحاء العالم.
كما أنه ألقى العديد من المحاضرات في عدد من الجامعات العالمية وغيرها من الأماكن، ومن هذه المحاضرات:
- محاضرة في جامعة سانتا كلارا
- محاضرة في جامعة سان دييغو
- محاضرة في جامعة ميامي
- محاضرة في جامعة كاليفورنيا الجنوبية USC في لوس أنجلس
- محاضرة في جامعة سواس SOAS في المملكة المتحدة
- محاضرتين في ستاد ويمبلي بلندن
- عدة محاضرات ضمن مشروع (المنهج الوسطي الراديكالي Radical Middle Way) في أنحاء بريطانيا
- كلمة في مجلس اللوردات البريطاني

## تفاعله مع القضايا الإنسانية
ألقى محاضرة نوعية بعنوان (حتى لا يكون الدين لعبًا) تتصدى لمحاولة إلصاق الإرهاب بدين الإسلام وتبرز أن التطرف ليس صفة لدين محدد وتحذر من خطورة استغلال الخطاب التحريضي لأي دين لتحقيق مصالح مشبوهة وضيقة، كما أنها تظهر رقي تعاليم الإسلام ونبذه للإرهاب وحثه على ترسيخ التسامح الإنساني بين جميع البشر.
وفي أكتوبر 2008 قام برفقة وفد من مؤسسة طابة بزيارات ميدانية لمواقع متضررين من فيضانات وسيول مدمرة في محافظتي حضرموت والمهرة تسببت في أضرار مادية كبيرة ونزوح آلاف السكان، وفي شهر مايو 2009 حضر الجفري توقيع اتفاقية إنشاء مدينة خليفة في اليمن برعاية رئيس دولة الإمارات، وتحتوي المدينة على ألف منزل بمرافقها الصحية والتعليمية والخدمية، وبتكلفة مائة مليون درهم إماراتي وبإشراف الهلال الأحمر الإماراتي، وصرّح الجفري في هذه المناسبة بأن مدينة الشيخ خليفة تعد أكبر صرح خيري في مجال إسكان ضحايا كارثة الفيضانات التي ضربت اليمن.
وشارك في حملة جمع التبرعات التي نظمتها أبوظبي لضحايا (حرب غزة ديسمبر 2008) ضمن وسائل الإعلام إلى جانب مؤسسة طابة التي يرأسها.

## تصوفه
يعدّه المهتمون بالتصوف خاصة علماء الشام واليمن ومصر والمغرب العربي أنه من أعلام التصوف المعتدل الذي دعا إليه أئمة السلف أمثال الحسن البصري، والإمام مالك، والإمام الشافعي، والإمام أحمد بن حنبل، وحتى العلماء المتأخرين من أمثال ابن تيمية، فالحبيب علي الجفري يعد في نظرهم امتدادًا لعلماء السلف، فهو يشارك في أغلبية الفعاليات ذات الصلة والتي يحضرها علماء من مشارب عدّة ويحظى بتقدير واحترام بينهم، بينما يعتبره آخرون أنه من المغالين في التصوف.

## آراء حوله
يواجه علي الجفري نقدًا لاذعًا من شيوخ السلفية نظرًا لتبنيه المنهج الأشعري والتزامه بتعاليم التصوف. ينتقد الشيخ الراجحي إباحته التوسل بالرسول محمد والصالحين بعد موتهم واعتبر ذلك دعاءً للموتى، واستدلاله بالأحاديث الموضوعة حسب قوله، ويصفه أحمد نقيب بأنه: «شيعي متدثر بلباس المتصوفة»، وأفتى فيه الشيخ عبد الله الغنيمان بقوله: «الرجل معروف بدعوته إلى التصوف المنحرف ونسأل الله أن يهديه»، كما أفتى غيرهم من شيوخ السلفية بفتاوى تدور جميعها حول ضلال عقيدته وانحراف دعوته. وفي الوقت الذي تصدر فيه مثل هذه الأحكام من بعض شيوخ السلفية في إطار الاختلاف العام بين تيارين ينتسبان إلى السنة حول بعض المسائل مثل التصوف والتوسل والمولد النبوي نجد أن علماء آخرين من السنّة يزكّون الجفري ويردّون على تلك الانتقادات، ومن بين هؤلاء الشيخ محمد عبد الغفار الشريف الأمين العام لأوقاف الكويت الذي سُئل عن حملة الهجوم التي يتعرض لها الجفري فأجاب: «أما الحملة على السيد الحبيب الداعية الناجح الشيخ علي الجفري حفظه الله، فالداعي إليها غالبًا الحسد»، كما وضّح الدكتور المغربي المصطفى المسالي رأي جانب مهم من أهل السنة في الجفري بأن قال: «بارك الله فيه من رجل محب امتلك الحكمة اليمانية والإيمان اليماني، وكم هي حاجة الحركة الإسلامية لمثل هؤلاء الرجال المحبين بتفكيرهم المتوازن»، وردّ البوطي على مسألة استخدام الجفري للأحاديث الموضوعة بأن بيّن أن ذلك لا ينقص من قيمة أي داعية وعالم وأجاب حين سئل عن ذلك: «في إحياء علوم الدين أحاديث موضوعة وضعيفة، فهل في ذلك ما يبعث الريبة في فضل الإمام الغزالي وعلوّ مكانته وقدره، والنفع العظيم الذي حققه لأجيال المسلمين بفضل كتابه هذا»، كما قال إن هذه الادعاءات هي بغرض «التشهير برجل أحسب أنه من العلماء العاملين والصالحين الذين وضع الله لهم القبول في الأرض».
ومن أبرز خلافاته زيارته إلى المسجد الأقصى، ما اعتبره جمع من العلماء خلاف لإجماع علماء السنة بحسب رأيهم، كما انتقده أيضا خطيب مسجد الأقصى وطالبت هيئة مقدسية إلى تقديم الجفري للمحاكمة الشرعية لأنها تعد نوعا من التطبيع مع العدو الإسرائيلي، فيما رحّب بزيارته الرئيس الفلسطيني محمود عباس ومحمود الهباش وزير الأوقاف والشئون الدينية الفلسطيني.
ومن بين المعتقدات والمواقف المثيرة التي يؤمن بها الجفري بأن النبي محمد أخرج يده من قبره ليسلم عليها أحمد الرفاعي، وهي كرامة قد بلغت حد التواتر ورواها عدد كبير من العلماء منهم: سراج الدين الرفاعي في «صحاح الأخبار»، والرواس في «مراحل السالكين»، وأبو الهدى الصيادي في «الكنز المطلسم»، وتقي الدين بن عبد المنعم الواسطي في «ترياق المحبين»، وعبد الكريم الرافعي القزويني في «مختصر سواد العينين»، وأحمد عز الدين الصياد في «الوظائف الأحمدية»، وقاسم بن الحاج في «أم البراهين»، والفاروثي في «النفحة المسكية»، ومحمد بن قاسم الواسطي في «البهجة الكبرى»، والمناوي في «طبقات الكواكب الدرية»، والشعراني في «مناقب الصالحين»، وعلي أبو الحسن الواسطي في «خزانة الإكسير»، وابن عماد الموصلي في «تاريخ روضة الأعيان»، والخفاجي في «شرح الشفاء الشريف»، وعبد المنعم العالي في «قاموس العاشقين»، وغيرهم الخلق الكثير، بل ويصر الجفري أن من لا يصدق بأن هذا ممكن فلديه مشاكل عقلية لأنه من الجائز عقلا حدوثه ولكن ليس من الواجب الإيمان بحصول هذه الكرامة للرفاعي.
وفي تصريح آخر له على قناة اليمن اليوم يقول الجفري أن خمس الخمس من الفيء يجب أن يذهب لآل البيت، كما يهاجم تيار الأقيال واصفا إياهم بالمتطرفين في الرد على خصومهم ونفيهم لوجود آل البيت.
وزعم الجفري أيضا أن العمامة التي يرتديها يعود سندها إلى النبي محمد، مما أثار موجة سخرية بين اليمنيين وتعرض للنقد الشديد من قبل بعض الشخصيات المؤثرة مثل الروائي مروان الغفوري والدكتور نجيب غلاب رئيس مركز الجزيرة للدراسات الإستراتيجية. وكان المقصد من كلام الجفري هو سند لبس العمامة وليست العمامة بذاتها ولكن عدم فهم المنتقدين له أثار هذه الموجة من السخرية عليه. فسند إلباس الخرقة أو العمامة معروف عند أهل التصوف، ولهم في أسانيدها طرق كثيرة، منها ما ذكره الجفري عن طريق ساداته من آل أبي علوي.

## حضوره الإعلامي
لعلي الجفري عدة برامج يتم عرضها في مجموعة من القنوات الفضائية منها ما هو منتظم وبشكل دوري مثل برامجه على قنوات دريم 2 وإقرأ والرسالة والمحور، ومنها ما يأخذ شكل استضافات أو لقاءات مرتبطة بأحداث الساعة مثل حضوره على قنوات أبوظبي والإمارات والجزيرة والعربية والأردنية والمصرية الأولى واليمنية والقطرية ودبي ودبي العقارية وأوربت. كما أنه أجرى العشرات من اللقاءات مع العديد من الصحف والمجلات المحلية والإقليمية والعالمية.

### برامجه التلفزيونية

شعار برنامج أيها المريد

يوجد له برامج عديدة يبث أغلبها بشكل خاص في شهر رمضان، وتُعرض على مدار السنة على عدد من القنوات الفضائية:
- أيها المريد 3 (رمضان 2018)
- الإنسانية قبل التدين (رمضان 2017)
- أيها المريد 2 (رمضان 2016)
- لحظة سكون (رمضان 2014)
- الشجرة الطيبة (رمضان 2010): برنامج يطرح علم أصول الأخلاق النبوية وسبل ربطه بحياة الفرد المسلم في الواقع ومعالجة إشكالياته. يعرض على قناتي دريم 1 ودريم 2.
- وذكر: مع نوح القضاة يحاورهم منصور المنهالي، ويعرض على قناة الإمارات الرسمية.
- حياتنا (صيف 2010): برنامج حواري أسبوعي، يعالج عدد من القضايا الواقعية في المجتمع الإسلامي، يحاوره فيه الإعلامي عمرو الليثي، ويعرض على قناة دريم 2.[77]
- برنامج مجالس البخاري (رمضان 2009): سلسلة من الدروس تتناول شرح كتب الصوم والتراويح وفضل ليلة القدر من الجامع الصحيح، بالسند المتصل للجفري إلى الإمام البخاري، ويعرض على قناة دريم 2.
- برنامج أيها المريد (رمضان 2008 - 2009): يسعى البرنامج إلى إحياء ونشر معاني السلوك والسير إلى الله بمعناها السليم ومبناها القويم في الأمة، وذلك وفق تعاليم الإسلام، بالوسائل العصرية المناسبة، عبر برنامج تلفازي وموقع إلكتروني. عرض البرنامج على قناة المحور في رمضان 2008 وقناة الشام في رمضان 2009.
- برنامج الطريق إلى الله: سلسلة من 43 حلقة تتناول معالم السلوك الإسلامية، يعرض على قناة دريم 2.
- برنامج الميزان: يتناول البرنامج العديد من القضايا الفكرية والتحديات التي يواجها الإسلام في هذا العصر، وكان محاوره الداعية الإسلامي محمد بسام الزين، وتم عرضه على قناة اقرأ في أكثر من 100 حلقة.
- برنامج عالمية الإسلام: تناول الجفري في هذا البرنامج صحبة رئيس جامعة الأزهر الأسبق د.أحمد عمر هاشم العديد من القضايا الفكرية، وعُرض على القناة المصرية الأولى وقناة المحور في 14 حلقة.
- برنامج يحبهم ويحبونه: يتناول فيه الجفري صحبة الشيخ علي أبو الحسن العديد من مواضيع السلوك على قناة الرسالة.
- برنامج مجالس المصطفى: برنامج يعرض جوانب من السيرة النبوية، عرض في 30 حلقة على الفضائية اليمنية.
- برنامج حوار العقل: يستعرض فيه الجفري عددًا من المواضيع الفكرية في 30 حلقة على قناتي دريم 2 ودبي العقارية.
- برنامج على حبه: يتناول هذا البرنامج المسائل المتعلقة بفقه الزكاة، وما يرتبط بذلك من مواضيع سلوكية. عُرض في 30 حلقة على قناة الإمارات.
- برنامج لقاء الجمعة يستعرض فيه الجفري عددًا من المواضيع الفكرية. عُرض على قناة دريم 2 في 6 حلقات.
- برنامج السيرة العطرة: يتناول السيرة النبوية. عُرض على قناة دبي الفضائية في 6 حلقات.
- برنامج رحلة الإيمان: يوضح فيه عددًا من المواضيع السلوكية. عُرض على قناة المحور.
- برنامج شمائل المصطفى: يستعرض فيه جوانب من شخصية رسول الإسلام وسيرته. عُرض على قناة اقرأ.
- برنامج وسوسة: عُرض على القناة القطرية.

## مؤلفاته
- «معالم السلوك للمرأة المسلمة»
- «محبة الرسول»
- «مولد ووفاة الرسول»
- «محاسبة النفس»
- «الرجل المسلم في بيته»
- «تربية الأولاد»
- «لا تحزن لا تغضب فلن يخزيك الله»
- «الاقتصاد الرباني»
- «المشاكل بين الزوج والزوجة»
- «كيف أحب أصحاب محمد»
- «التوبة النصوح»
- «الإنسانية قبل التدين»

## مقالات ذات صلة
- التصوف
- أشاعرة
- التوسل
- التبرك
- طريقة آل باعلوي

## وصلات خارجية
- موقع الحبيب علي زين العابدين الجفري
- موقع برنامج شروح البخاري للحبيب الجفري
- دار المصطفى بتريم للدراسات الإسلامية
- مؤسسة طابة
- مبادرة كلمة سواء